# Eraser: Eliminador
Eraser: Eliminador (títol original: Eraser) és una pel·lícula estatunidenca d'acció dirigida per Chuck Russell, estrenada l'any 1996. Ha estat doblada al català.

## Argument
John Kruger és un marshall que treballa en un programa de protecció de testimonis. És designat per protegir la Dra. Lee Cullen, que treballa per l'empresa Cyrez, un fabricant d'armes secretes i proveïdor del Departament de Defensa dels Estats Units. El treball de Kruger comença quan Cullen descobreix una prova de tràfic d'armes il·legal de l'FBI. Kruger llavors ha de protegir-la esborrant totes les traces de la seva identitat i neutralitzar tots amenaces contra ella.

## Repartiment
- Arnold Schwarzenegger: John Kruger « Eraser »
- James Caan: Robert DeGuerin
- Vanessa Lynn Williams: Lee Cullen
- James Coburn: Beller
- Robert Pastorelli: Johnny Castelone
- Andy Romano: Daniel Harper, sots-secretari de Defensa
- James Cromwell: William Donahue, vicepresident de l'empresa Cyrez
- Olek Krupa: Sergei Ivanovich Petrofsky
- Nick Chinlund: Calderon
- Joe Viterelli: Tony (« Two-Toes »)
- Danny Nucci: Monroe
- Michael Papajohn: Schiff
- Melora Walters: Darleen
- Mark Rolston: J Scar
- John Slattery: agent Corman
- Robert Miranda: Frediano
- Roma Maffia: Clara Isaacs
- Tony Longo: Little Mike
- John Snyder: Sal
- Camryn Manheim: la infermera

## Rebuda

### Critica
- "Tecnothriller d'acció a mansalva com demana la taquilla, encantada amb l'ídol. Però una cosa és l'espectacle i la diversió -que n'hi ha molta-, i una altra molt diferent és el missatge, molt perillós, sobre la llei del Talió"[3]
- Eraser ha obtingut critiques de moderades a negatives: si el lloc Rotten Tomatoes li atribueix un percentatge de 36 % en la categoria All Critics, sobre la base de 45 comentaris i una nota mitjana de 4.9⁄10 i un percentatge de 42 % a la categoria Top Critics, sobre la base de 12 comentaris i una nota mitjana de 5.3⁄10, el lloc Metacritic li atribueix un resultat de 56⁄100, sobre la base de 18 comentaris.[4][5]

### Box-office
Estrenada a 2.410 sales als Estats Units, Eraser ocupa el primer lloc del box-office amb 24.566.446 $ de recaptació el cap de setmana de la seva estrena amb una mitjana de 10.193 $ per sala, que li permet de destronar Un boig a domicili, que ocupava el primer lloc del box-office el cap de setmana anterior. La recaptació americana arriba a 101.295.562 $ al final de l'explotació. A l'estranger, el film suma 141 milions $ suplementaris, fent el total de les recaptacions mundials 242.295.562 $.

### Premis i nominacions
- Bambi Awards 1996 a la millor pel·lícula internacional[8]
- Nominació a l'Oscar a la millor edició de so 1997.